# 레호이
레호이(黎誨, ?~?)는 후 레 왕조의 추존 황제이자 후 레 왕조를 건국한 레러이의 증조부이다. 별처(別處)에서 남산(藍山)으로 이주했다고 하며 증손 레러이가 후 레 왕조를 세운 후 고상조(高上祖) 명황제(明皇帝)로 추존되었다. 

## 가계도
- 고상조(高上祖) 명황제 레호이
- 황후: 완씨(阮氏) - 레러이 추존
  - 아들: 현조(顯祖) 여정
    - 손자: 선조(宣祖) 여광
      - 증손: 태조(太祖) 여리
      - 증손: 여제(黎除) - 홍유왕(弘裕王)
        - 7세손: 영종(英宗) 여유방